# ボーリング (オレゴン州)
ボーリング（英: Boring）は、アメリカ合衆国オレゴン州クラカマス郡に属する非法人共同体。オレゴン州道212号線沿いにある。ポートランドのベッドタウンであるグレシャムやクラカマスから8マイルほど南に下った地点に位置する。ポートランドの中心街からは南東約20マイルの地点に位置する。

## 歴史
ボーリングという地名は、この地域に初期に移り住んだW・H・ボーリングの名に由来する。
ボーリングの都市計画は1903年に行われ、当初はボーリング・ジャンクション（Boring Junction）という名前だった。同年にはボーリングと名付けられた郵便局が設立され、その後都市間鉄道の設置者たちにより、「ボーリング」の名が集落名に採用された。
Boringには英語で「退屈な」という意味があり、そのために珍地名として取り上げられることが多い。ただ「ボーリング」の名は地元住民から愛されていることから地元企業などの名前にBoringの名が付くことも多く、外部の人間には面白く見えてしまう道路標識も多い。町のスローガンは「居住に最もエキサイティングな場所」である。
2005年、ボーリングの住民らは、この集落をオレゴン州で最初となる法的に認められた「村」（village）にするための申請をした。しかし賛否両論に分かれた議論を数カ月続けた末の2006年8月、町の公会堂で行われた住民投票において、賛成293票・反対298票という僅差をもって村指定案は棄却された。

## 経済
20世紀、ボーリングは材木業によって支えられてきた町であった。現在は廃線であるが、ポートランド・トラクション・カンパニーと呼ばれた鉄道路線が、ポートランド（現在のオレゴン科学産業博物館あたり）からウィラメット川を沿ってボーリングを通り、グレシャムまで続いていた。1950年代になると、サザンパシフィック鉄道とユニオンパシフィック鉄道が、貨物鉄道の運営を共同で引き継いだ。路線の大半は現地政府によって購入され、スプリングウォーター・コリダーという長距離散策路に充てられた。
改造車用の繊維ガラス性再生ボディ製造会社「Wescott's」が拠点を構える。
また、アメリカ合衆国西海岸で最も長い歴史を持つ盲導犬調教プログラム「Guide Dogs For The Blind, Inc.」のキャンパスもある。

## ギャラリー

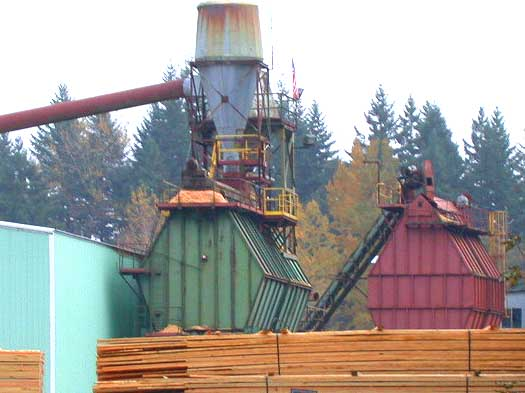
ボーリングにある製材工場
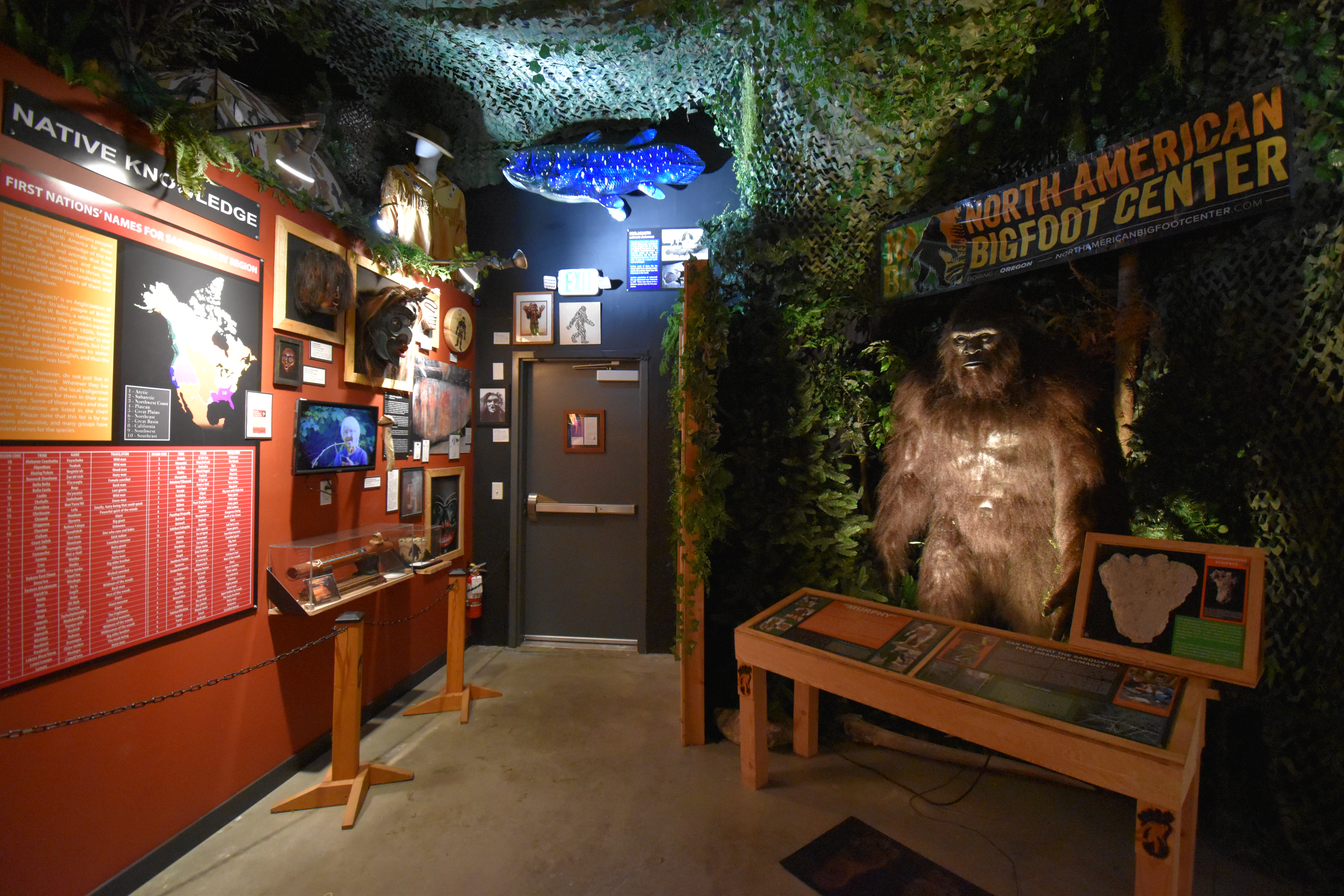
ボーリングにある北米ビッグフット・センターの内観
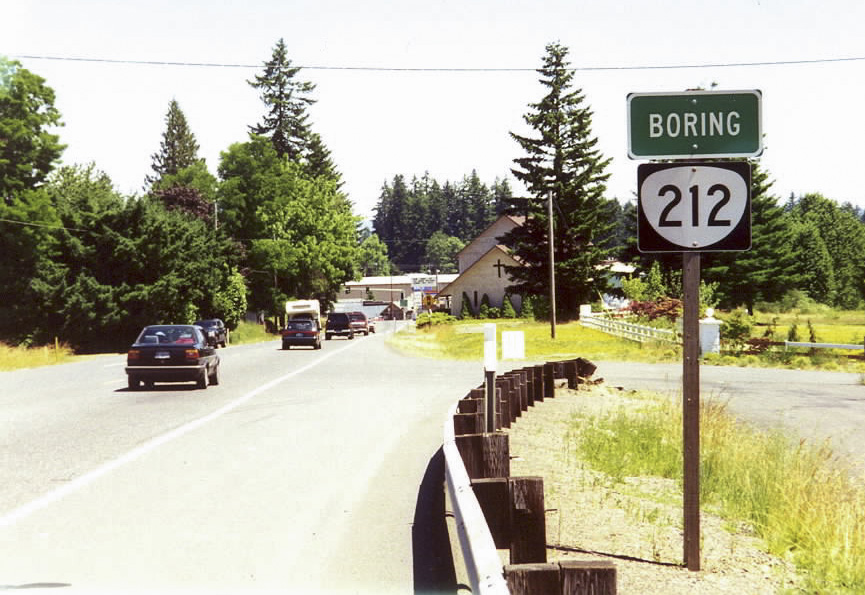
オレゴン州道212号線にある道路標識
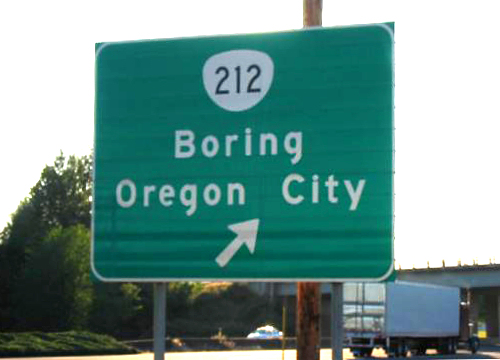
オレゴン州道212号線と国道26号線の交差点にある道路標識